# Melanie Joy

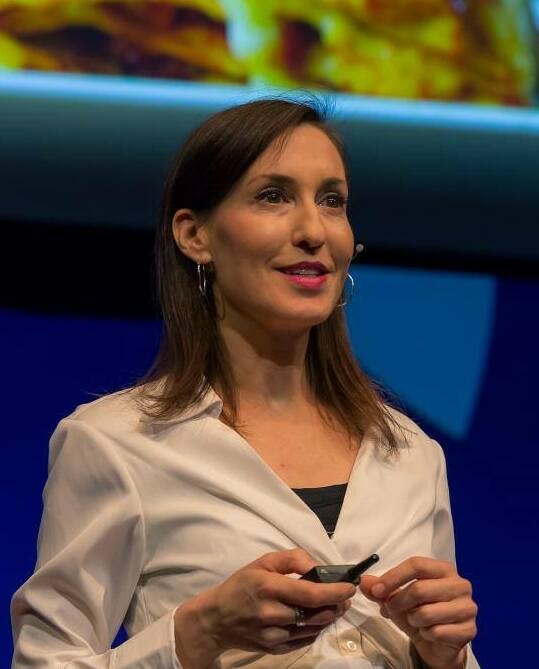
Melanie Joy 2015

Melanie Joy (* 2. September 1966) ist eine US-amerikanische Sozialpsychologin, Publizistin und vegane Aktivistin. Sie prägte – vorwiegend im englischsprachigen Raum – den Begriff des Karnismus (engl. carnism) und entwickelt in ihren Veröffentlichungen Theorien darüber, weswegen Menschen Tiere essen.

## Karnismus
Den Karnismus beschreibt Joy als ein unsichtbares gesellschaftliches System von Überzeugungen, das Tiere in die Kategorien „essbar“ und „nicht essbar“ sortiert. Als eine Ideologie sei es für den Karnismus charakterisierend und notwendig, den Konsum von Fleisch, Eiern und Milch als normal, natürlich und notwendig aufzufassen. Diese Überzeugungen erlaubten es schließlich, sich vom Mitgefühl für die betroffenen Tiere zu distanzieren. Ihre erlernte Apathie werde durch eine Reihe von psychologischen Verteidigungsstrategien weiter verfestigt. Zu den wichtigsten Mechanismen, die Joy beschreibt, gehören der Prozess der Entindividualisierung von Tieren sowie ihre Abstraktion zu Gruppen. Tierprodukte würden außerdem durch die Art und Weise ihrer Aufmachung und Vermarktung von der mit ihrer Herstellung verbundenen Gewalt ablenken. Tiere würden dadurch – ähnlich wie bei Carol J. Adams – zu „abwesenden ReferentInnen“. Laut Joy hält „uns“ der Karnismus davon ab, die soziale Norm, Tiere zu essen, zu hinterfragen. Karnismus sei „komplett auf Gewalt aufgebaut“, denn „ohne Gewalt, ohne das Töten“ gäbe es kein Fleisch. Alles drehe sich darum, dass eine Gruppe von Individuen eine andere Gruppe von Individuen zu ihrem eigenen Vorteil benutzt. Dahinter stecke eine Geisteshaltung, „die der Idee einer gerechten Gesellschaft von Gleichen, für die wir uns ja eigentlich einsetzen, völlig entgegensteht.“
Als Hintergrund für ihre Karnismus-Idee gibt Joy Erfahrungen im Rahmen ihrer Dissertation an. Sie habe Leute aus der Fleischindustrie, Menschen, die ihre eigenen Tiere züchten und schlachten, Fleisch-Konsumenten sowie Vegetarier interviewt und dabei festgestellt, dass „eigentlich alle“ der Befragten sich „auf irgendeiner Ebene unwohl dabei fühlten, Tieren Leid zuzufügen“. Es hätte aber eine „psychologische Trennung zwischen diesem Unwohlsein und ihrem Verhalten“ gegeben. Um diesen moralischen Widerspruch aufzulösen, hätten sie verschiedene psychologische Verteidigungsmechanismen benutzt.

### Rezeption
Helena Pedersen, Professorin für Erziehung an der Universität Stockholm, schätzt den Beitrag von Joy als hilfreich und relevant ein, qualifiziert diese Bewertung aber. Sie sieht bei der Frage nach dem sozialen Entstehen von Tierproduktion noch erheblichen theoretischen Erklärungsbedarf.
Andere Rezipienten reagierten vergleichsweise verhalten. Jason Hribal kritisiert, dass Joys Auffassung von „Fleisch“ als einer metaphorischen Form, in der das betroffene Tier als Gewaltopfer unsichtbar gemacht wurde, einerseits der Geschichte des Gegenstands und des Begriffs nicht hinreichend Rechnung trage, andererseits verfestige die Reduktion der Analyse von Fleisch auf das Symbolische eine geschichtliche Perspektive, die die aktive Rolle von „nichtmenschlichen Tieren“ als Arbeiter sowie ihren Widerstand geringschätzt oder ganz aus dem Blick verliert.
Corey Wrenn kritisierte 2011 und 2012, dass Joys Unentschlossenheit, den Veganismus als politisches Prinzip in das Zentrum ihres Gegenentwurfs zum „Karnismus“ zu stellen, einer tierschützerischen Politik Vorschub leiste. Joy selbst erwähnte den Veganismus inzwischen verschiedentlich als Gegenstrategie zum Karnismus.
Sandra Mahlke zufolge, gilt Joys Karnismus als „Unterform des Speziesismus, insofern als das Aufziehen von Tieren zwecks Fleischgewinnung als spezielle Form der speziesistischen Ungleichbehandlung gilt“. Joy selbst hält den Speziesismus-Begriff für „zu abstrakt“ und „verwirrend“. Hingegen würden die meisten Menschen verstehen, worum es beim Karnismus gehe.

## Proveganes Engagement
Joy ernährt sich eigenen Angaben zufolge seit 1989 – ihrem 23. Lebensjahr – fleischfrei. Als Auslöser führt sie den Verzehr eines verdorbenen Hamburgers an, in dessen Folge sie im Krankenhaus behandelt werden musste. Seit dieser Erfahrung ekele sie sich vor dem Verzehr von Fleisch. Zunächst sei sie Vegetarierin geworden und hätte weiter Milchprodukte konsumiert, weil sie dachte, „dies würde den Tieren keinen Schaden zufügen“. Erst später habe sie begonnen, sich für die Hintergründe der „Nutztierindustrie“ zu interessieren. Was sie herausfand, habe sie schockiert. Sie habe sich gefragt, wie sie „so lange an einem so schrecklichen System Teil haben konnte“. Heute verzichtet Joy komplett auf tierische Produkte in ihrer Ernährung.
Joy ist Gründerin und Präsidentin des Carnism Awareness and Action Network (CAAN), das sich seit 2015 Beyond carnism nennt. Diese Organisation hat sich zum Ziel gesetzt, durch Öffentlichkeitsarbeit („Erziehung und Aktivismus“) das Bewusstsein für den sogenannten Karnismus zu erhöhen und ihn zu „transformieren“ mit dem Ziel, eine mitfühlende und gerechte Welt zu schaffen, sowohl für menschliche als auch nicht-menschliche Individuen.
Die Mitglieder glauben, dass das Essen von Tieren zu umfangreichem Leid beitrage. So sei die Landwirtschaft (Tierproduktion und -haltung) verantwortlich für die aus Perspektive der Organisationsmitglieder unnötige Tötung von 77 Milliarden Landtieren weltweit pro Jahr. Gleichzeitig sei sie ein wesentlicher Faktor für Umweltzerstörung, menschliche Erkrankungen und Menschenrechtsverletzungen, während die Mehrheit der Menschen, die Tiere essen, sich nicht bewusst seien, dass sie zu einer solchen Zerstörung beitrügen. Karnismus basiere auf derselben Mentalität, die alle Formen der Unterdrückung verursacht; er sei direkt mit anderen Unterdrückungen, etwa bezüglich Geschlecht, Rasse oder Klasse, verbunden.
Die Organisation sieht im Veganismus ein geeignetes System, den Karnismus zu schwächen. Nach eigenen Angaben sind alle ihre „Programme“ dahingehend gestaltet, entweder den Karnismus zu schwächen oder den Veganismus zu stärken oder beides zugleich zu erreichen.

## Ehrungen – Auszeichnungen
- Peter-Singer-Preis (2017)[16]

## Schriften
- Melanie Joy: Warum wir Hunde lieben, Schweine essen und Kühe anziehen: Karnismus – eine Einführung, übersetzt von Achim Stammberger. Compassion Media, Münster 2013, ISBN 978-3-9814621-7-3 (englisch).
- Melanie Joy: Strategic action for animals: a handbook on strategic movement building, organizing, and activism for animal liberation. Lantern Books, New York 2008, ISBN 978-1-59056-136-2 (englisch).
- Humanistic Psychology and Animal Rights: Reconsidering the Boundaries of the Humanistic Ethic. In: Journal of Humanistic Psychology. 45. Jahrgang, Nr. 1, 1. Januar 2005, ISSN 0022-1678, S. 106–130, doi:10.1177/0022167804272628 (englisch).
- Melanie Joy: Toward a Non-Speciesist Psychoethic. In: Society and Animals. 10. Jahrgang, Nr. 4, 2002, S. 457–458 (englisch, animalsandsociety.net [PDF]).
- Melanie Joy: Beyond Beliefs: A Guide to Improving Relationships and Communication for Vegans, Vegetarians, and Meat Eaters. Roundtree Press, Petaluma 2017, ISBN 978-1-944903-30-5